# تاریخ قطر

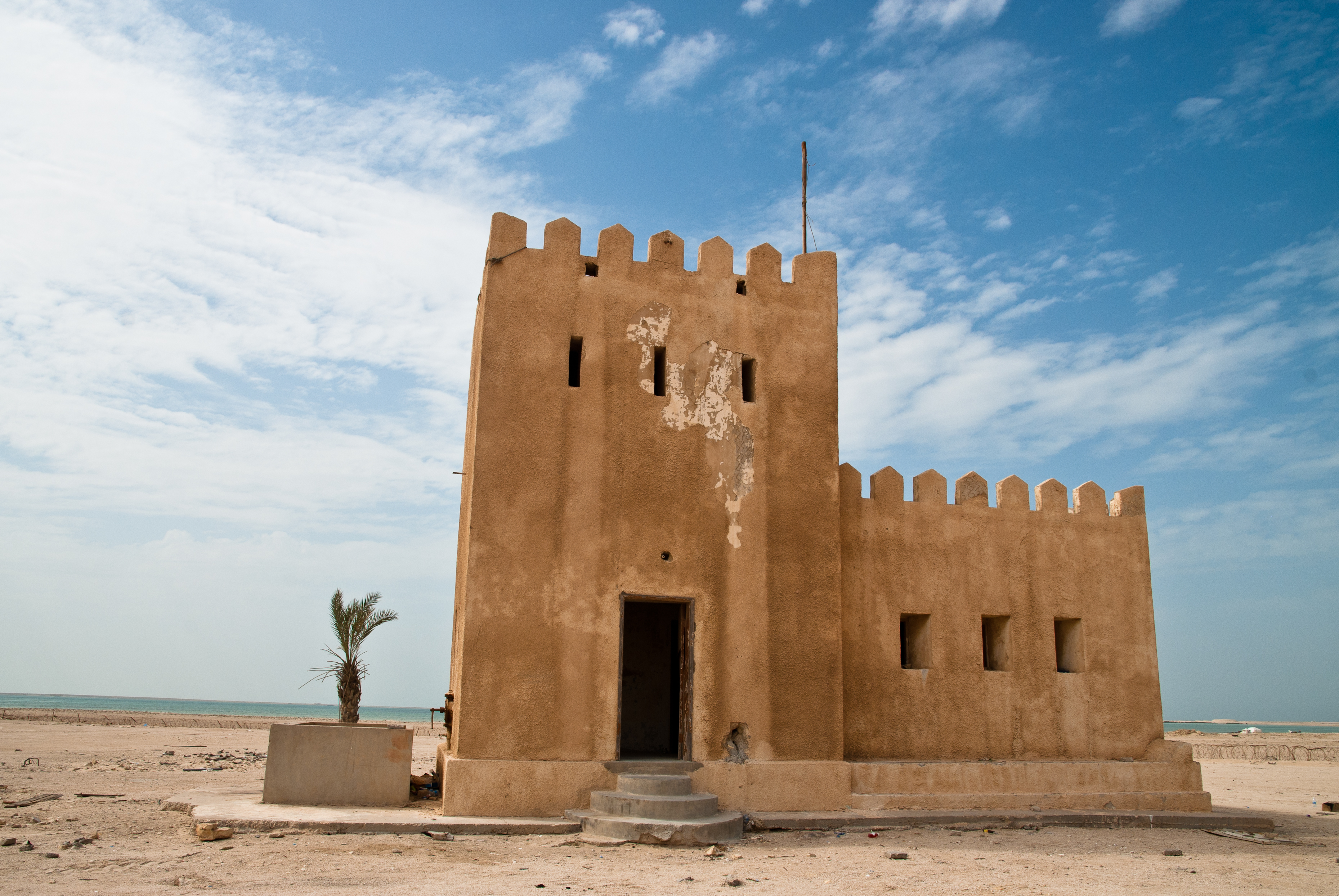
قلعه تاریخی ام‌الماء در قطر.

تاریخ قطر از نخستین نشانه‌های سکونت انسان در شبه‌جزیره قطر مربوط به ۵۰ هزار سال پیش آغاز شده و تا تشکیل کشور امروزی قطر ادامه می‌یابد. در کاوش‌های باستان‌شناسی در شبه‌جزیره قطر، ماندگاه‌های انسانی و ابزارهایی متعلق به عصر سنگ یافت شده‌است.
پاره‌سفال‌هایی که از دوره عُبید در نزدیکی ماندگاه‌های باستانی کرانه‌ای قطر یافت شده نشان می‌دهد که تمدن میان‌رودان نخستین تمدن دوران نوسنگی بوده که در این منطقه حضور داشته‌است.
شبه‌جزیره قطر در سال‌های آغازین مسکونی شدن خود جزو قلمرو امپراتوری و تحت فرمان ایران باستان و سلسله های سلوکی و سپس شاهنشاهی اشکانی و پس از آن شاهنشاهی ساسانی قرار گرفت. در سال ۶۲۸ میلادی محمد، پیامبر اسلام، هیئتی را به فرماندار شاهنشاهی ساسانی در بخشی از منطقه جنوب خلیج فارس که شامل قطر می‌شد فرستاد و ساکنان قطر نیز از این راه با اسلام آشنا شدند. نام این فرماندار منذر بن ساوی بود.
منطقه قطر در سده هشتم میلادی تبدیل به یکی از مراکز بازرگانی مروارید شد.در سده دهم میلادی با فتح این منطقه توسط ابوطاهر گناوه ای جزئی از قلمرو قرمطیان شد در زمان عباسیان نیز چندین روستا در شبه‌جزیره قطر برپا شد. پس از آن‌که طایفه بنی عُتبه و چند طایفه دیگر عرب در سال ۱۷۸۳ بحرین را تسخیر کردند، خاندان آل خلیفه موفق شد حاکمیت خود را بر بحرین و خاک اصلی قطر مستقر کند. طی سده‌های پس از آن، قطر محل کشمکش میان وهابی‌های نجد و خاندان آل خلیفه بود. عثمانی‌ها در سال ۱۸۷۱ قلمرو خود را تا شرق شبه‌جزیره عربستان گسترش دادند و این وضعیت تا سال ۱۹۱۵ که عثمانی‌ها در آغاز جنگ جهانی اول از منطقه عقب‌نشینی کردند، ادامه داشت.
در سال ۱۹۱۶ قطر تحت‌الحمایه بریتانیا شد و عبدالله بن جاسم آل ثانی پیمانی را با انگلیسی‌ها امضاء کرد که بر پایه آن انگلیسی‌ها تعهد کردند که در برابر حملات دریایی و زمینی از قطر حمایت کنند. پیمان بعدی در سال ۱۹۳۴ به امضاء رسید که در آن بریتانیا قول حمایت‌های گسترده‌تری داد.
در سال ۱۹۳۵ شرکت قطر پترولیوم امتیاز ۷۵ساله بهره‌برداری از نفت قطر را به‌دست‌آورد و پس از آن در سال ۱۹۴۰ در دُخان نفت با کیفیت بالا کشف شد.
در خلال دهه‌های ۱۹۵۰ و ۱۹۶۰ افزایش درآمدهای نفتی، رفاه، روند پرشتاب مهاجرت و پیشرفت اجتماعی را به دنبال داشت و این روند، تاریخ معاصر قطر را رقم زد. پس از آن‌که در سال ۱۹۶۸، بریتانیا سیاست خود مبنی بر پایان دوره پیمان‌های امضاءشده پیشین با شیخ‌نشین‌های خلیج فارس را اعلام کرد، قطر به طرح هشت شیخ‌نشین دیگر تحت‌الحمایه سابق بریتانیا برای تشکیل یک فدراسیون از امارت‌های عربی پیوست.
در میانه‌های سال ۱۹۷۱ یعنی زمانی که مهلت پیمان با بریتانیا به پایان رسید، ۹ شیخ‌نشین هنوز بر سر شروط تشکیل اتحادیه به توافق نرسیده بودند و بدین خاطر قطر در سوم سپتامبر ۱۹۷۱ (۱۲ شهریور ۱۳۵۰) استقلال خود را اعلام کرد. در ژوئن ۱۹۹۵ ولیعهد قطر حمد بن خلیفه در یک کودتای بدون خونریزی پدر خود خلیفه بن حمد آل ثانی را از قدرت برکنار کرده و به جای او نشست. امیر جدید آزادی بیشتری به مطبوعات و انتخابات شهرداری‌ها داد. قانون اساسی جدید قطر در آوریل ۲۰۰۳ از طریق یک همه‌پرسی عمومی به تصویب رسید و از ژوئن ۲۰۰۵ قانونی شد.

## بنی امیه
قطر مرکز معروف پرورش اسب و شتر در دوره امویان بود. این کشور در قرن هشتم از موقعیت استراتژیک تجاری خود در خلیج فارس بهره‌مند شد و تبدیل به مرکز تجارت مروارید گردید.
در جریان فتنه دوم، یکی از فرماندهان مشهور خوارج به نام قطری بن فجاه، که محبوب‌ترین، تحسین برانگیزترین و قدرتمندترین رهبر خوارج بود، ازارقه را که یکی از فرقه‌های فرعی از خوارج بود، رهبری می‌کرد. او لقب امیرالمؤمنین را داشت و بیش از ۱۰ سال بر جریان رادیکال ازارقه حکومت کرد. او در الخویر قطر به دنیا آمد و همچنین اولین سکه‌های شناخته شده خوارج را ضرب کرد که قدیمی‌ترین آنها به سال ۶۸۸ یا ۶۸۹ بازمی‌گردد.
خلافت اموی از اواخر قرن هفتم، تغییرات سیاسی و مذهبی زیادی را در غرب آسیا به وجود آورد. در نتیجه در پایان قرن هفتم قیام‌های زیادی علیه امویان به ویژه در قطر و بحرین رخ داد. ابن فجاه بیش از بیست سال قیام علیه خلفای اموی را رهبری کرد. در سال ۷۵۰، نارضایتی در خلافت به دلیل رفتار با شهروندان غیر عرب در امپراتوری بنی امیه به حد بحرانی رسیده بود. انقلاب عباسیان منجر به سرنگونی خلافت اموی و آغاز دوره عباسیان شد.